# Thang điểm
Thang điểm là thang đo quy định được tính bằng con số hoặc bằng chữ, dùng để đánh giá xếp loại học sinh, sinh viên về học lực trong Hệ thống giáo dục của một quốc gia hay để đánh giá thí sinh trong các cuộc thi như trong thể thao, trong các cuộc thi sắc đẹp hay nhiều loại hình thi đua khác.